# امزاورو (بيزضاض)
امزاورو هي إحدى مشيخات المملكة المغربية، تتبع جغرافيا لإقليم الصويرة وإداريًا لبيزضاض. يقدر عدد سكانها بـ 14427 نسمة حسب الإحصاء الرسمي للسكان والسكنى لسنة 2004.